# AM to PM
AM to PM è una canzone della cantante statunitense Christina Milian, pubblicata come singolo di debutto della cantante. È stata scritta da Milian, Christian Karlsson and Pontus Winnberg, e prodotta da Bloodshy & Avant per il suo omonimo album d'esordio. Il singolo ha ottenuto un buon successo commerciale, raggiungendo la top 10 in Belgio, Danimarca, Irlanda, Paesi Bassi, Norvegia e Stati Uniti. Il video musicale prodotto per il brano è stato diretto da Dave Meyers, e fra i ballerini presenti nel video compare anche Kevin Federline.

## Tracce
CD-Maxi Def Soul 588 856-2 / EAN 0731458885627
1. AM To PM (Radio Edit) - 3:51
2. AM To PM (E-Smoove House Mix) - 7:12
3. AM To PM (Hex Hector/Mac Quayle Club mix) - 6:18
4. AM To PM (Irv Gotti's Gutta Remix) - 3:35
5. AM To PM (Video)

## Classifiche
| Classifica (2001)                       | Posizione più alta |
| --------------------------------------- | ------------------ |
| Australia                               | 25                 |
| Belgio (FIandre)                        | 9                  |
| Belgio (Vallonia)                       | 31                 |
| Danimarca                               | 4                  |
| Finlandia                               | 17                 |
| Francia                                 | 53                 |
| Norvegia                                | 7                  |
| Paesi Bassi                             | 8                  |
| Regno Unito                             | 3                  |
| Svezia                                  | 16                 |
| Svizzera                                | 28                 |
| Billboard Dance Music/Club Play Singles | 13                 |
| Billboard Top 40 Mainstream             | 21                 |
| Billboard Rhythmic Top 40               | 24                 |
| Billboard Hot 100                       | 27                 |